# De spookfirma
De spookfirma is het 43e stripverhaal van De Kiekeboes. De reeks wordt getekend door striptekenaar Merho. Het album, dat bestaat uit een hoofdverhaal en een kortverhaal (Arsène Lupin en de Stradivarius uit 1983), verscheen in 1988.

## Verhaal

### De spookfirma
Bij toeval logeert de familie Kiekeboe in een griezelkasteel. Daar is net een moord gepleegd op de eigenaar van het huis, Honoré Van Gatspiegel. Monsters, gruwel, op moord beluste erfgenamen en angst domineren de familie, aangezien een van hen de moordenaar is. Ze worden opgesloten in het huis tot de moordenaar boven water komt. Uiteindelijk vernemen ze dat ze eigenlijk een georganiseerd spookweekend hebben meegemaakt.

### Arsène Lupin en de Stradivarius
Na het hoofdverhaal volgt er nog een kortverhaal. Goegebuer beweert de eigenaar te zijn van een Stradivariustrompet, gemaakt door de broer van de beroemde vioolbouwer. Zijn trompet wordt echter gestolen door een dief die zich door de romanfiguur Arsène Lupin liet inspireren.